# باغاي الشمالية

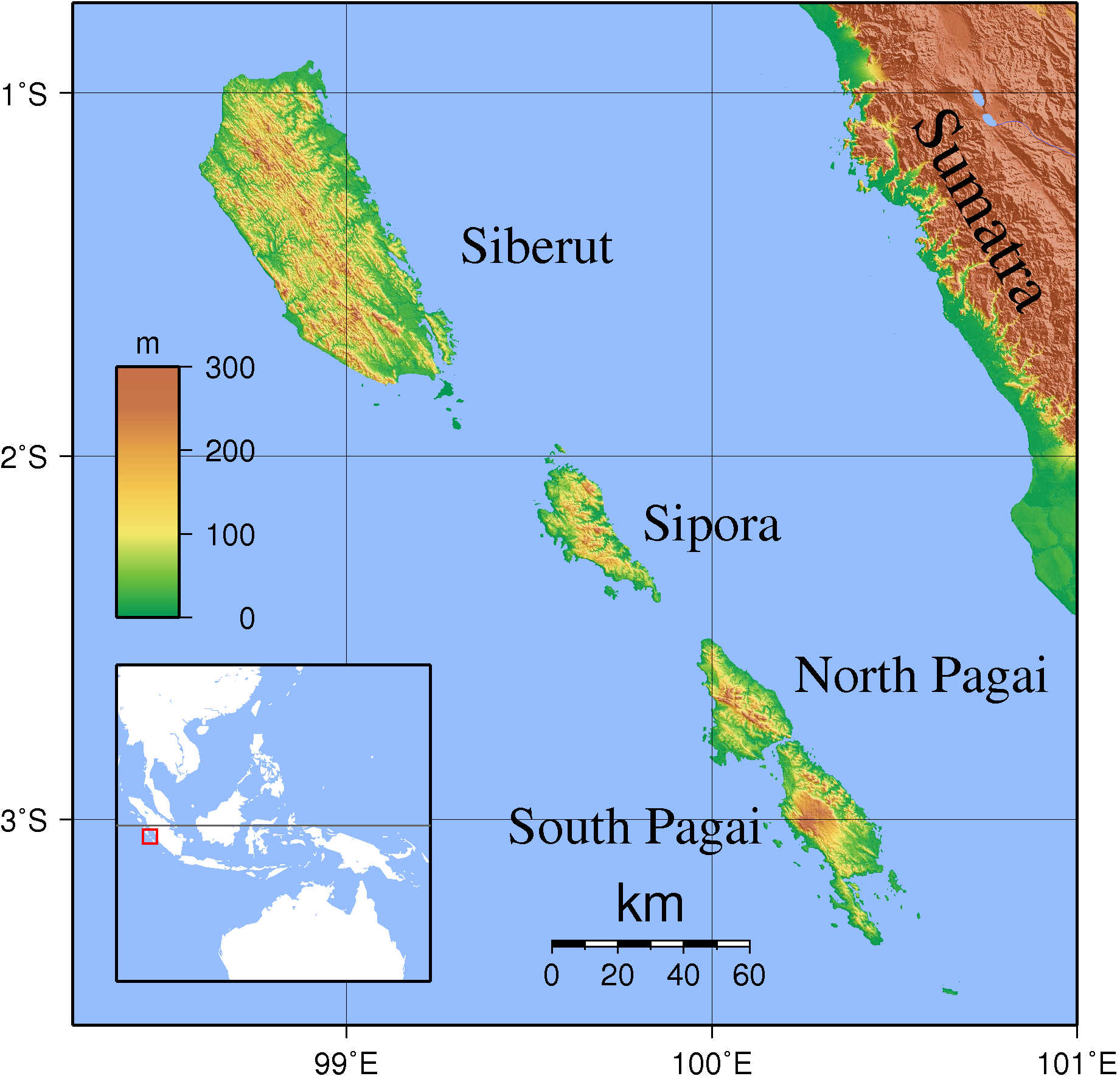
موقع جزيرة باغاي الشمالية ضمن جزر مينتاواي

جزيرة باغاي الشمالية هي إحدى جزر مينتاواي قبالة الساحل الغربي لجزيرة سومطرة في إندونيسيا. وتقع جنوب جزيرة سيبورا وشمال جزيرة باغاي الجنوبية.
تم استخدام بلدة سيكاكاب في الجزيرة كمركز لعمليات الإغاثة المتعلقة زلزال سومطرة أكتوبر 2010 .